# Giglia Tedesco
Giglia Tedesco Tatò (n. 22 ianuarie 1926, Roma, Regatul Italiei – d. 9 noiembrie 2007, Roma, Italia) a fost o politiciană italiană.